# Филип, Ян (археолог)
Ян Филип (чеш. Jan Filip, 25 декабря 1900, Хоцнейовице, Австро-Венгрия — 30 апреля 1981, Прага, ЧССР) — один из важнейших археологов-доисториков центральной Европы.

## Биография
Был профессором истории доисторического периода в Пражском университете, директором Археологического института, членом Чехословацкой академии наук. Автор многочисленных научных трудов, основатель журнала «Археологические исследования» (Archeologické rozhledy, издаётся с 1949 года). Создатель крупной школы в чешской исторической науке — среди его учеников был, в частности, крупный археолог Богумил Судский. Пользовался авторитетом и за рубежом, тем более, что намеренно избегал в своих работах политически мотивированных высказываний. На русском языке издана его книга «Кельтская цивилизация и её наследие».

## Избранный список сочинений
- Die Urnenfelder und die Anfänge der Eisenzeit in Böhmen, Prag 1936/37.
- Kapitel aus der Kultur unserer Urzeit, Prag 1940.
- Kunsthandwerk in der Urzeit, Prag 1941.
- The Beginnings of Slaw Settlements in Czechoslovakia, Prag 1946.
- Keltové ve střední evropě. (Die Kelten in Mitteleuropa.) Monumenta Archaeologica, 5. Verlag Akademie der Wissenschaften, Prag 1956.
- Die keltische Zivilisation, Prag 1961.
- Enzyklopädisches Handbuch zur Ur- und Frühgeschichte Europas. Hrsg. von Jan Filip unter Mitwirkung zahlreicher Wissenschaftler und Institute. Akademia: Verlag der Akademie der Wissenschaften, Prag 1966 — Manuel Encyclopédique de Préhistoire et Protohistorie Européennes, Prague 1996, 2 Bände.
- Филип Я. Кельтская цивилизация и ее наследие. — Прага: Изд-во Чехословацкой АН; Артия, 1961. — 218 л.: ил.